# Арустамов, Юрий Арменакович
Юрий Арменакович Арустамов (4 апреля 1934, Баку — 17 июля 2014, Беэр-Шева) — советский спортсмен (русские шашки), шашечный композитор. Чемпион СССР 1970 года по русским шашкам. Рекордсмен по количеству участия в финалах чемпионатов страны (22 раза). Международный гроссмейстер.

## Биография
- 1956 г.— окончил филфак Азербайджанского госуниверситета. В молодости работал в печати. Был многократным чемпионом по шашкам — Азербайджана, Казахстана и всесоюзного общества «Спартак»,
- 1967 г. — получил звание гроссмейстера СССР. 1970 г. — стал чемпионом страны. Несколько раз побеждал в чемпионатах СССР среди профсоюзных спортсменов,
- октябрь 1976 г. — получил звание международного гроссмейстера.

В 1989 г. с семьей вынужден был уехать из родного города от погромов. С 1989 по 1990 гг. жил в Москве. В 1990 г. — репатриировался в Израиль. Жил в городе Беэр-Шева.
Со студенческих лет писал стихи. Публиковался в различных газетах, журналах, альманахах, интернете. Член СП Израиля.

## Спорт
Победитель 30-го чемпионата СССР (Лиепая, 1970), серебряный призёр 26-го (Грозный, 1966), бронзовый призёр 29-го (Кишинёв, 1969) и 35-го (Симферополь, 1975).
На 2014 г. входил в топ-100 действующих игроков в русские шашки.